# Герб Неділища
Герб Неді́лища — офіційний символ села Неділище Ємільчинського району Житомирської області, затверджений 13 серпня 2013 р. рішенням № 147 XXII сесії Неділищенської сільської ради VI скликання.

## Опис
Щит перетятий срібною хвилястою нитяною балкою. На першому лазуровому полі срібний соловей, що співає на золотій гілці лавру, перев'язаній стрічками, що вільно спадають до низу: червона справа, золота по центру, зелена зліва. На другому зеленому полі золотий сніп пшениці, нахилений вліво. Щит обрамований золотим декоративним картушем і увінчаний золотою сільською короною.

## Значення символів
Лазур символізує чисте мирне небо, красу, духовну велич. Срібний соловей на золотій лавровій гілці зі стрічками уособлює українську народну пісню та її видатну виконавицю Ніну Митрофанівну Матвієнко — Героя України, народну артистку України, уродженку с. Неділище.
Стрічки — атрибути національного жіночого головного убору, вінка. Вони символізують села Неділище, Бастова Рудня, Шевченкове, що входять до складу територіальної громади. Срібна смуга з хвилястою лінією символізує міць і силу, а також місцеву річку Уж. Золотий сніп на зеленому полі — символ хліборобської праці, багатства і достатку, славних трудових звитяг земляків, Поліської землі.
Автор — Ніна Павлівна Волошина.